# 云大淡绿
云大淡绿，是研发自中国广东省农业科学院茶叶研究所的一种茶叶品种、中国国家级良种。

## 特点
云大淡绿为无性繁殖系品种。乔木型、大叶类、早生种。1961年至1965年，广东省农业科学院茶叶研究所从云南大叶群体中采用系统选种法育成。树姿半开张，分枝部位较高，叶形为长椭圆。适制红茶。其抗寒性、抗虫病能力等均强于云南大叶茶群体，适宜在广东红茶区（英德、罗定、南雄、湛江）种植。2002年通过全国农作物品种审定委员会认审定，编号国审茶2002005。